# Дулум
Дулум или дунум (од тур. dönüm и осм. тур. , транслит. ) је јединица мере површине. Један дулум чини 1.000 m² тј. површина правоугаоника чије су странице дужине 10 и 100 m (1/10 хектара = 1/10 * 10.000 m²). Често се користи као јединица мере за површину земљишта. Међутим у многим државама које су биле под утицајем Османске империје, ова јединица варира и означава површину 900–2.500 m²; у околини Лесковца један дулум износи  1.600 m².